# Ángel Pardo y Puzo
Ángel Pardo y Puzo (Ferrol, 3 de diciembre de 1869-San Fernando, Cádiz, 3 de mayo de 1922), fue un marino y escritor gallego.

## Biografía
Era hijo primogénito del capitán Ramón Pardo y Pardo, quien muriese el 27 de marzo de 1874 en la batalla de Somorrostro, durante la tercera guerra carlista. Por esta acción le sería concedida a Ángel Pardo y Puzo, «con sueldo y sin antigüedad», el empleo de alférez de infantería de marina, lo cual generó incomodidad entre los sargentos por tratarse de un niño. El 15 de enero de 1887 ingresó como aspirante a la Escuela Naval y no tardó en ascender a guardiamarina. Desde diciembre de 1889 estuvo destinado durante un año en el Nautilus, hasta que trasbordaría a la Escuela de Instrucción. Prestó servicios en Filipinas y en diciembre de 1898, ante la pérdida de soberanía española sobre estas islas, fue uno de los encargados de hundir las embarcaciones de la Sección Naval de la Laguna de Lanao (Marahui-Mindanao), incluyendo el cañonero Corcuera, del que era comandante desde el 14 de julio de 1896. También había formado parte de las dotaciones del crucero Don Juan de Austria, el cañonero Elcano y el transporte General Alava. En 1903 trabajaba como secretario en la Subsecretaría del Ministerio de Marina. En 1916 solicitó una prórroga de dos meses para completar sus estudios de las almadrabas de Cádiz y Huelva. Poco antes de su muerte, fue nombrado ayudante mayor del Arsenal de La Carraca (1920) y segundo comandante del acorazado España (1922). Estaba en posesión de las cruces de primera y segunda clase al Mérito Naval (con distintivo blanco), la primera concedida el 27 de febrero de 1907 por su obra Cartilla de pesca y la segunda el 28 de febrero de 1917 «en solicitud de recompensa por ser autor de varias obras de pesca, biología y multicultura», así como de la medalla de Mindanao, por su servicio en Filipinas.

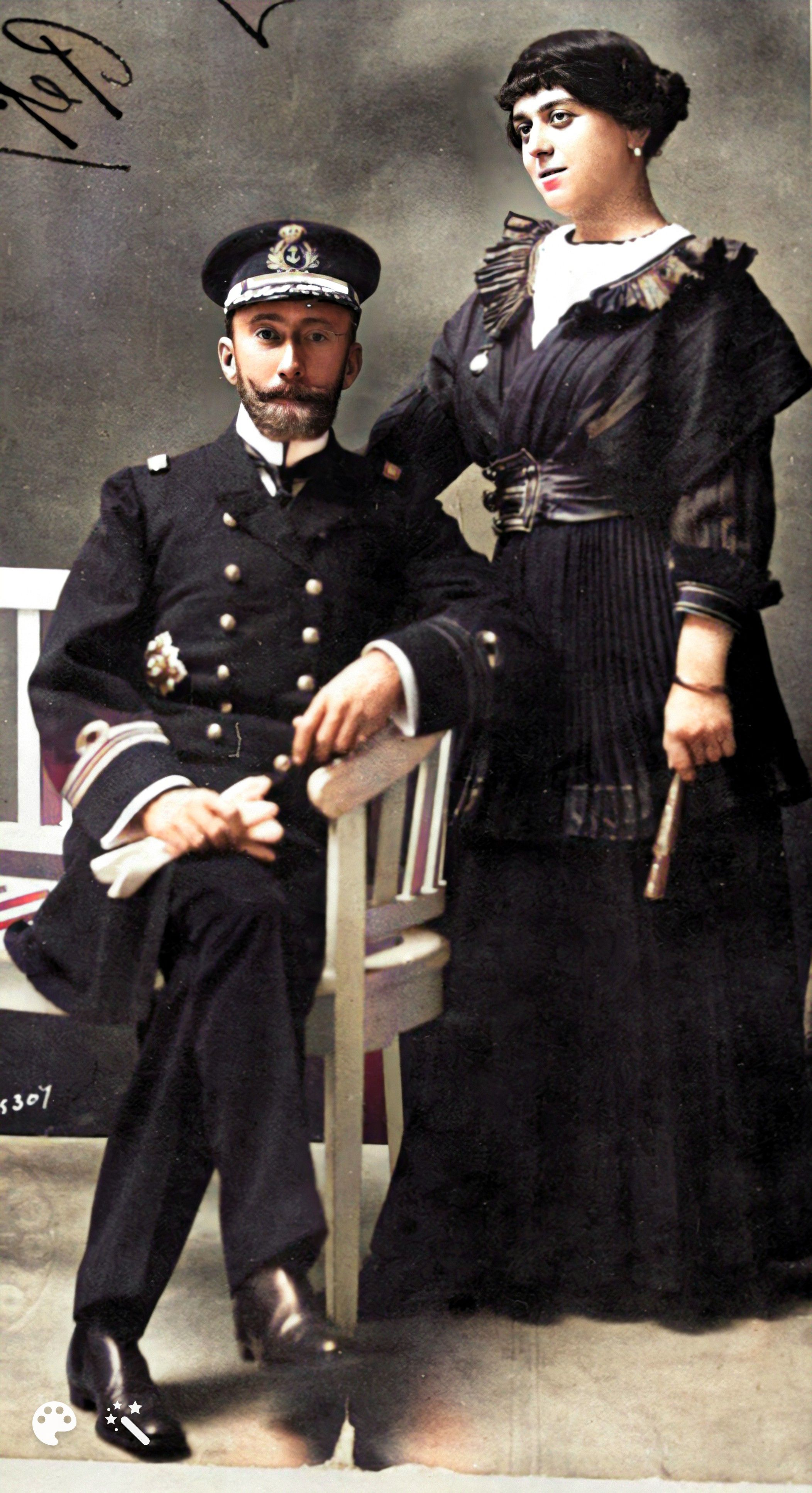
Ángel Pardo y Puzo con su segunda esposa, Josefa Pery Lazága.

En efecto, Pardo y Puzo se interesó por los estudios de cuestiones directamente relacionadas con la pesca. Hacia 1905, siendo auxiliar de la sección de Pesca, fue el encargado de recopilar los datos técnicos y estadísticos para la redacción de la Monografía de la Pesca Marítima en España, notoria publicación presentada al Congreso de Viena por Adolfo Navarrete y Francisco Ramírez Ramírez. En 1906 confeccionó el Diccionario y croquis de los artes de pesca más habituales en las costas de España, el primero publicado en el siglo xx, abriendo el camino a las monumentales obras de Benigno Rodríguez Santamaría. Al año siguiente, en 1907, publicó un libro llamado Cartilla de pesca (conocimientos útiles a los pescadores), por el cual se le otorgó rápidamente la cruz pensionada del Mérito Naval de primera clase. Sus otras dos obras, que alcanzaron un buen reconocimiento en su tiempo, fueron Anguilas y angulas (1913) e Industrias pesqueras. Criaderos de ostras o parques de ostras (1916), la primera de ellas elogiada como «la monografía más completa y acabada que hasta ahora ha visto la luz en nuestro país sobre las anguilas y angulas».
Más discreta fue su obra literaria, una antología poética bilingüe llamada Campesinas y cortesanas (1909). Se trataba de una recopilación de las composiciones versificadas, tanto en español como en gallego, que había estado publicando en la Revista Gallega desde fines del siglo pasado, más otros poemas inéditos. Pese a los encomios del célebre Galo Salinas, quien escribió el prólogo de la obra, esta no tuvo buena recepción por parte de los escritores regionales de Galicia, que criticaron su lenguaje, la acentuación y el abuso de la rima imperfecta, entre otras cuestiones.

## Obras

### Pesca
- «Diccionario y croquis de los artes de pesca más habituales en las costas de España». Anuario estadístico de la pesca marítima en España (Madrid). 1906.
- Cartilla de pesca (conocimientos útiles a los pescadores). Madrid. 1907.
- Anguilas y angulas. Carta-prólogo de Adolfo Navarrete. Madrid. 1913.
- Industrias pesqueras. Criaderos de ostras o parques de ostras. Carta-prólogo de Joaquín de Borja. Madrid. 1916.

### Poesía
- Campesinas y cortesanas. Prólogo de Galo Salinas. Madrid. 1909.